# Rouch Point
Der Rouch Point (französisch Pointe Rouch) ist eine Landspitze, die den nordwestlichen Ausläufer der Petermann-Insel im Wilhelm-Archipel westlich der Antarktischen Halbinsel bildet.
Teilnehmer der Vierten Französischen Antarktisexpedition (1903–1905) kartierten die Landspitze als Erste. Der Expeditionsleiter und Polarforscher Jean-Baptiste Charcot benannte sie nach Jules Alfred Pierre Rouch (1884–1973), der bei dieser Forschungsreise an Arbeiten zur Meteorologie, atmosphärischen Elektrizität und Ozeanographie beteiligt war. Das UK Antarctic Place-Names Committee übertrug die französische Benennung 1959 ins Englische.